# Acàlef cresp
L'acàlef cresp o ou ferrat (Cotylorhiza tuberculata) és una espècie de medusa rizòstoma de la família Cepheidae. Es troba en el mar Mediterrani, el mar Egeu i el mar Adriàtic. Pot arribar a fer 35 cm de diàmetre. La seva picadura és molt lleu i no representa cap perill per les persones, fins i tot ben preparada pot menjar-se com afirmen experts com Thomas Heeger.
És una de les meduses freqüents al litoral català.

## Descripció
Normalment, no arriba als 17 cm de diàmetre. L'ombrel·la és suau, rodejada per un anell de petits tentacles morats disposats en forma de cercle. Els lòbuls marginals són allargats i subrectangulars. Cada braç es bifurca de la boca fins a prop de la seva base.

## Comportament
Habitualment forma grans bancs que poden abastar àrees de diversos kilòmetres quadrats. Freqüentment apareix juntament amb peixos de mida petita dels gèneres Boops, Trachurus i Seriola.

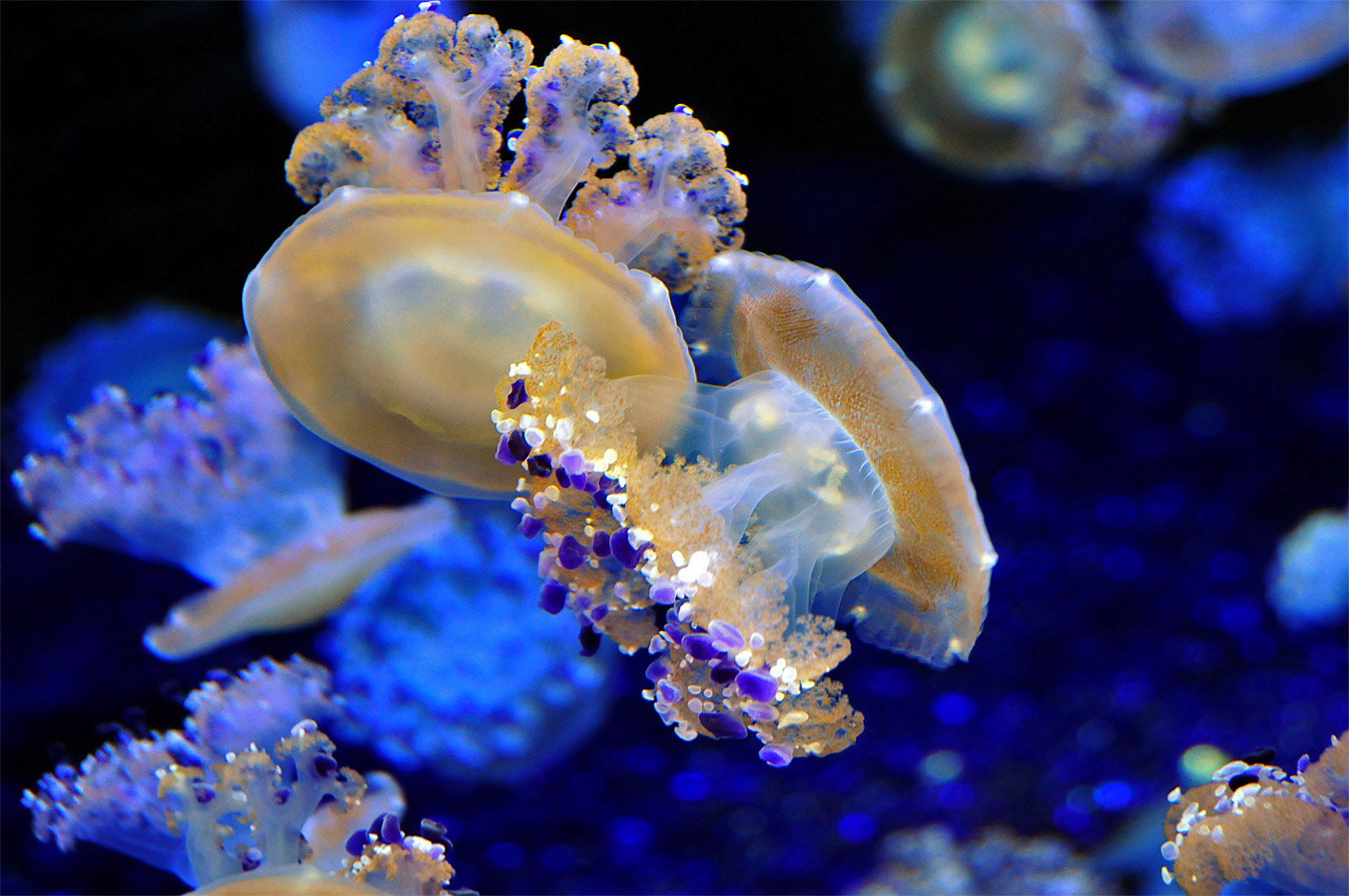
Banc d'acàlefs cresps.
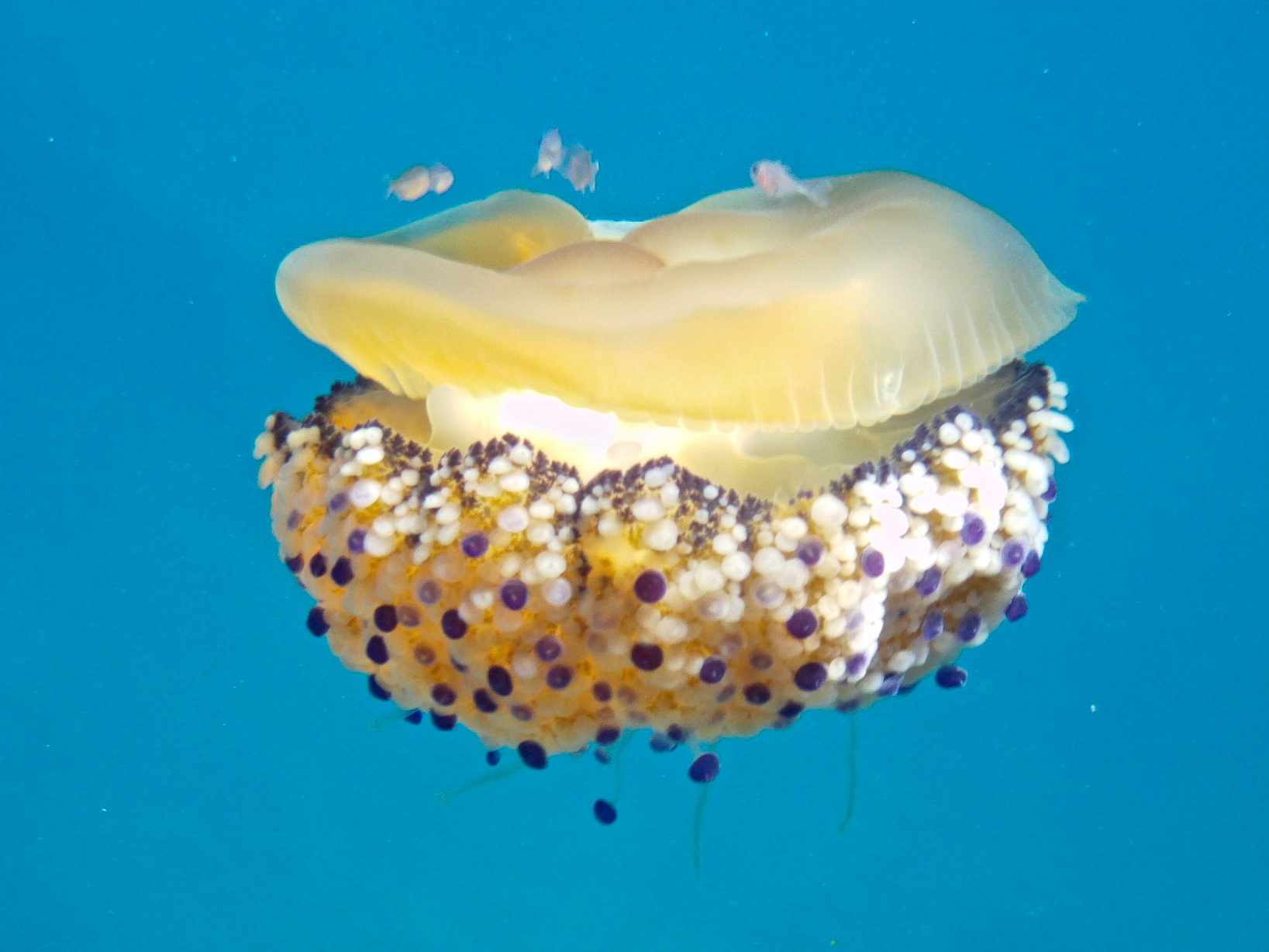
Exemplar fotografiat a la Costa Brava, amb petits peixos a sobre seu.